# 希比里尼夫卡
51°33′20″N 30°58′38″E / 51.55556°N 30.97722°E

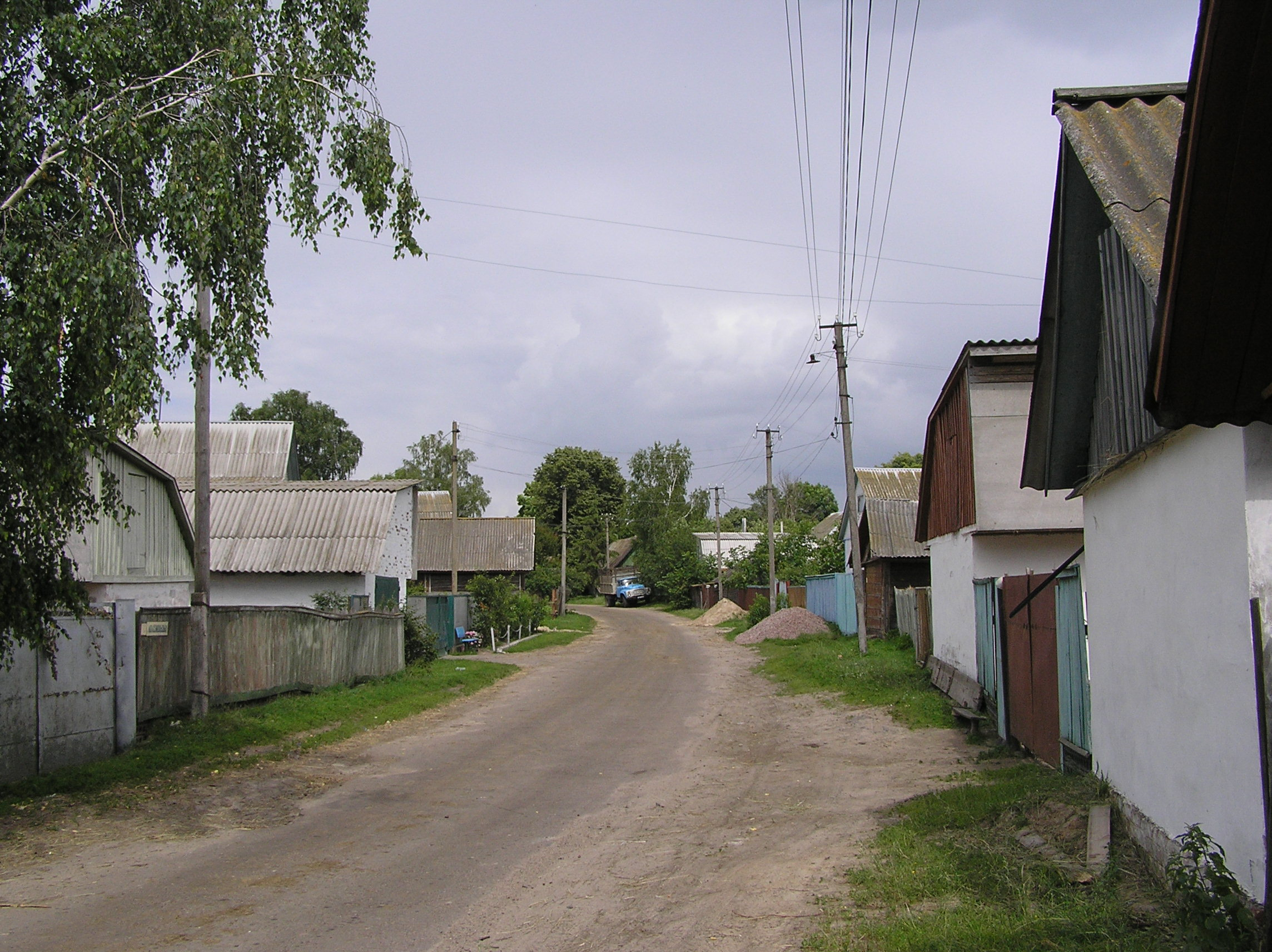
希比里尼夫卡

希比里尼夫卡（烏克蘭語：Шибиринівка），是烏克蘭北部切爾尼希夫州切爾尼希夫區米哈伊洛-科秋宾斯凯市镇的村落。始建於1691年，面積0.94平方公里，海拔高度152米，2001年人口404，人口密度每平方公里431.2人。